# Lucio Mujesan
Lucio Mujesan (Pirano, 11 gennaio 1943) è un allenatore di calcio ed ex calciatore italiano, di ruolo attaccante.

## Carriera

### Giocatore
Nato a Pirano, quando la zona faceva parte ancora del territorio italiano, cresce nel vivaio della Roma, per poi militare con Messina, Venezia, Avellino, Bari, Salernitana, Bologna (in Serie A), Verona e nella Roma di nuovo nella massima serie.

Mujesan (in piedi, secondo da sinistra) nell'Arezzo 1973-1974

È stato il capocannoniere della Coppa Italia 1967-1968 con 6 reti, indossando la maglia del Bari; nella stessa stagione vinse la classifica dei marcatori in Serie B. Ha collezionato 50 reti in Serie C, mentre in massima categoria ha realizzato pochi gol (con l'eccezione della stagione 1968-1969 nella quale realizza 11 reti con la maglia bolognese).
In carriera ha totalizzato complessivamente 73 presenze e 21 reti in A con le maglie di Bologna, Verona e Roma, e 141 presenze e 43 reti in B.

### Allenatore
Cessata l'attività agonistica, intraprende quella di allenatore, guidando prevalentemente squadre di Serie C del Sud Italia. Ha allenato per molti anni il settore giovanile del Sansovino. Poi allena la squadra del settore giovanile della ASD Poliziana.

## Palmarès

### Giocatore

#### Club

##### Competizioni nazionali
- Coppa Italia: 1

Bologna: 1969-1970
- Campionato italiano di Serie B: 1

Messina: 1962-1963
- Campionato italiano Serie C: 1

Bari: 1966-1967 (girone C)

##### Competizioni internazionali
- Coppa di Lega Italo-Inglese: 1

Bologna: 1970

#### Individuale
- Capocannoniere della Serie B: 1

Bari: 1967-1968 (19 gol)
- Capocannoniere della Coppa Italia: 1

Bari: 1967-1968 (6 gol)